# Bibliothèque nationale du Portugal
La Bibliothèque nationale du Portugal (en portugais : Biblioteca Nacional de Portugal) est une bibliothèque nationale située à Lisbonne, Portugal, qui rassemble une large collection de documents et publications portugaises.

## Présentation
Elle fut créée le 29 février 1796, sous le nom de Real Biblioteca Pública da Corte, avec l'objectif de mettre tous les fonds de la Biblioteca Real à la disposition de tous les lecteurs le plus rapidement possible. Cela va à l'encontre de la tendance européenne de l'époque, qui consistait à restreindre la consultation des documents au seul public des érudits.
Son autonomie administrative, ayant été reconnue en 2007 (décret-loi 90/2007), La Biblioteca Nacional de Portugal est désormais gardienne du patrimoine portugais. Pour ce faire, elle a pour mission de collecter, de conserver et de diffuser tous les documents liés au Portugal et étant de langue portugaise. On retrouve donc, entre ses murs, plus de trois millions de monographies et 50 000 titres de journaux. À cela s'ajoutent 51 000 manuscrits, 30 000 imprimés anciens et 117 000 documents graphiques et un grand nombre de musiques imprimées et de cartes. Il s'agit de la plus grande collection du pays.
La Biblioteca Nacional de Portugal a aussi la mission de recueillir toutes les œuvres publiées sur le territoire portugais, par le moyen d'une politique de dépôt légal, à laquelle s'ajoute une politique d'acquisition d'œuvres considérées spécialement importantes pour leur valeur bibliographique ou culturelle.

## Architecture
L'édifice de la Biblioteca Nacional de Portugal a été inauguré en 1969. Il a été réalisé grâce au travail de Porfirio Pardal Monteiro qui avait débuté les ébauches en 1953. Lorsqu'il meurt en 1957, c'est l'architecte António Pardal Monteiro qui reprend le projet.
Le bâtiment fait une superficie de 44 200 m2 et il peut contenir plus d'un million de livres. Disposant de dix étages, on y retrouve une salle de lecture générale pouvant regrouper 250 lecteurs et des salles pour des lectures particulières, tels les périodiques, les manuscrits, les cartes et la musique. Des espaces sont aussi réservés pour des services de catalogage, de réparation et pour des échanges.

## Partenariat
En 2003, la Fédération internationale des associations de bibliothécaires et des bibliothèques (IFLA) et plusieurs bibliothèques nationales, dont la Biblioteca Nacional de Portugal s'associent pour créer l’Alliance pour les normes bibliographiques (ICABS). Leurs objectifs sont les suivants :
- Coordonner les activités en lien avec le développement de normes et de codes pour le contrôle bibliographique;
- Appuyer les échanges internationaux concernant les ressources bibliographiques;
- Contribuer au développement, à l'actualisation et à la communication de changements à propos des normes relatives aux métadonnées et formats;
- Promouvoir de nouvelles conventions;
- Être le centre d'échanges désigné pour tout ce qui touche les initiatives prises par l'IFLA dans le domaine;
- Organiser et participer à des séminaires et des ateliers;
- Assurer la communication[5].

## Virage numérique
Actuellement, la Biblioteca Nacional est en train d'adapter ses fonds aux nouvelles technologies, avec l'objectif d'offrir une plus grande facilité d'accès aux documents par le moyen d'internet. De fait, cette bibliothèque fait partie des organismes fondateurs de The European Library. Elle a également pris part au projet Europeana qui regroupe des ouvrages de différentes bibliothèques européennes et à Gallica, la bibliothèque numérique créée par la Bibliothèque nationale de France en 1996.
La Biblioteca Nacional dispose aussi d'une plateforme de livres numériques (ebooks). Pour un faible coût, les usagers peuvent ainsi emprunter les ouvrages pour une durée de cinq jours. L'achat est également possible pour la moitié du prix de la version papier. La plateforme est totalement distincte de celle des emprunts et elle compte près de 10 000 titres.
Depuis 1988, la Biblioteca Nacional est la gestionnaire du catalogue collectif des bibliothèques portugaises, Porbase. Ce sont 170 bibliothèques qui y contribuent, rendant ainsi disponible plus de 1,5 million de registres bibliographiques et de 1,2 million de registres d’autorité. Chaque bibliothèque entre ses nouvelles acquisitions et détermine les modalités de la saisie selon ses intérêts. Cette base de données permet donc un catalogage plus rapide des nouvelles acquisitions. Annuellement, ce sont plus de 350 personnes qui sont formées pour utiliser le catalogue.